# Língua Pa'O
Pa'O (ou Pa-O, e em Pa'O ပအိုဝ်ႏဘာႏသာႏlistenⓘ, em Birmanês Pa-oh, ပအိုဝ်ႏ; birmanês:  ပအိုဝ်း), por vezes chamda Taungthu, é uma língua Karen Tibeto-Birmanesa) falada por cerca de um milhão e meio de pessoas em Myanmar.
A linguagem é escrita principalmente usando um sistema de fonética criada por missionários cristãos, e a maioria dos materiais disponíveis agora para ele na Internet derivam dos missionários cristãos, sendo a maioria dos materiais publicados (em estatísticas reais, estimadaos, etc.).
O idioma também usado é referido por exônimos "Karen Negro" e "Karen Branco", ambos termos em contraste com "Karen Vermelho]" (Karenni), também de Mianmar.

## Dialetos
Os dialetos incluem Taunggyi e Kokareit.

## Fonologia
A seguinte tabelamostra as características fonológicas da língua Pa'O (Taungthu):

### Consoantes
|             |                     | Labial | Alveolar | Palatal | Velar | Glotal |
| ----------- | ------------------- | ------ | -------- | ------- | ----- | ------ |
| Plosiva     | Surda               | p      | t        | c       | k     | ʔ      |
| Plosiva     | Aspirada            | pʰ     | tʰ       | cʰ      | kʰ    |        |
| Plosiva     | Sonora              | b      | d        |         |       |        |
| Fricativa   | Fricativa           |        | s        |         |       | h      |
| Nasal       | Nasal               | m      | n        |         | ŋ     |        |
| Vibrante    | Vibrante            |        | r        |         |       |        |
| Aproximante | aproximante lateral |        | l        |         |       |        |
| Aproximante | aproximante central | w      |          | j       |       |        |

- /p, t, k, ʔ/ e /m, n, ŋ/ podem ocorrer como consoantes finais. As oclusivas também podem ser suaves  [p̚, t̚, k̚].

### Vogais
|                       | Anterior | Central | Posterior |
| --------------------- | -------- | ------- | --------- |
| Fechada               | i        | ʉ       | u         |
| Meio Fechada          | e        |         | o         |
| Medial                |          | ə       |           |
| Meio Aberta           | ɛ        |         | ɔ         |
| Fechada               |          | a       |           |
| Ditongo com semivogal | aⁱ       |         | aᵘ        |

## Escrita
A língua usa o alfabeto birmanês e também o   alfabeto latino.